# Путаница (фильм)
«Пу́таница» — кинофильм режиссёра Питера Маккарти, комедия.

## Сюжет
Главный герой картины — Джон Бойс, молодой безработный из Лос-Анджелеса. Действие происходит в вымышленной реальности — город охвачен хаосом и беспорядками. Жизнь Бойса катится под откос. Его мучит хроническая бессонница. Он с трудом находит деньги на лечение единственного родственника — брата, попавшего в больницу для наркоманов. Банк из-за ошибки забрал все сбережения. Бойс постепенно начинает терять рассудок — вымышленное смешивается с реальным.
Он доходит до полного отчаяния и, угрожая пистолетом, похищает знакомую девушку, которая, как выясняется, любит его. Старый друг спасает жизнь Джона от полной катастрофы и Бойс решает покинуть город, чтобы начать новую жизнь.

## В ролях
- Джеймс Легрос — Джон Бойс
- Джон Кьюсак — Джей Си
- Итан Хоук — Джимми
- Лиза Зейн — Джессика
- Стив Бушеми — Нед
- Нина Семашко — Гэл
- Билли Боб Торнтон — клерк
- Джереми Пивен — Гэй